# رالی مونت کارلو ۲۰۲۰
رالی مونت کارلو ۲۰۲۰ (همچنین به عنوان ۸۸امین رالی اتومبیلرانی مونت کارلو شناخته می‌شود) یک رویداد اتومبیل رانی برای خودروهای رالی بود که طی چهار روز بین ۲۳ و ۲۶ ژانویه ۲۰۲۰ برگزار شد. این رویداد هشتاد و هشتمین دوره رالی مونت کارلو را رقم زد و اولین دور از مسابقات رالی قهرمانی جهان ۲۰۲۰، مسابقات رالی قهرمانی جهان ۲ و رالی قهرمانی جهان ۳ نیز بود. این رویداد در شهر گپ، اوت آلپ در بخش اتز-آلپ فرانسه برگزار شد و شامل شانزده مرحله ویژه بود. رالی در مجموع مسافت رقابتی ۳۰۴٫۲۸ کیلومتر (۱۸۹٫۰۷ مایل) طی کرد.
سباستین اوژیه و جولین اینگراسیا مدافعان برد در این رالی بودند. تیم رالی جهانی سیتروئن، تیمی که در سال ۲۰۱۹ برای آن رانندگی کردند، برنده کلاس سازندگان بدد، اما پس از کناره‌گیری شرکت مادر سیتروئن از این ورزش، از عنوان خود دفاع نکردند. گاس گرین‌اسمیت و الیوت ادمونسن مدافعان برد در کلاس مسابقات رالی قهرمانی جهان ۲ بودند، اما از عنوان خود دفاع نکردند زیرا در سال ۲۰۲۰ به کلاس برتر رالی قهرمانی جهان پیوستند.  در رده مسابقات رالی قهرمانی جهان ۳، یوآن بوناتو و بنجامین بولود، خدمه فرانسوی، برندگان رالی بودند. 
یادداشت‌ها:
1. ↑  با اینکه این رویداد در کشور فرانسه برگزار می‌شود اما فدراسیون بین‌المللی اتومبیل‌رانی کشور فرانسه را به‌طور رسمی میزبان این رویداد نمی‌داند.
2. ↑  The championship was known as the World Rally Championship-2 Pro in 2019.
3. ↑  The championship was known as the World Rally Championship-2 in 2019.